# Værker af Pietro Alessandro Guglielmi
Dette er en liste over værker af Pietro Alessandro Guglielmi.

## Operaer
| Titel                                                       | Genre               | Underinddeling | Libretto                                                                    | Førsteopførelse     | Sted, teater                          |
| ----------------------------------------------------------- | ------------------- | -------------- | --------------------------------------------------------------------------- | ------------------- | ------------------------------------- |
| Lo solachianello 'mbroglione                                | dramma giocoso      |                | Domenico Pignataro                                                          | vinter 1757         | Neapel, Teatro dei Fiorentini         |
| Il filosofo burlato                                         | commedia per musica |                |                                                                             | vinter 1758         | Neapel, Teatro dei Fiorentini         |
| La ricca locandiera                                         | intermezzo          |                | Antonio Palomba                                                             | karnival 1759       | Rom, Capranica                        |
| I capricci di una vedova                                    | dramma giocoso      |                |                                                                             | forår 1759          | Neapel, Teatro dei Fiorentini         |
| La moglie imperiosa                                         | commedia per musica | 3 akter        | Antonio Villani                                                             | efterår 1759        | Neapel, Teatro dei Fiorentini         |
| I due soldati                                               | dramma giocoso      |                | Antonio Palomba                                                             | vinter 1760         | Neapel, Teatro Nuovo                  |
| L'Ottavio                                                   | commedia per musica | 3 akter        | Gennaro Antonio Federico                                                    | vinter 1760         | Neapel, Teatro Nuovo                  |
| Il finto cieco                                              | dramma giocoso      |                | Pietro Trinchera                                                            | sommer 1761         | Neapel, Teatro dei Fiorentini         |
| I cacciatori                                                | farsetta            |                | baseret på Li uccellatori af Carlo Goldoni                                  | 30 Januar 1762      | Rom, Tordinona                        |
| La donna di tutti i caratteri                               | commedia per musica |                | Antonio Palomba                                                             | efterår 1762        | Neapel, Teatro dei Fiorentini         |
| Don Ambrogio                                                | intermezzo          |                |                                                                             | vinter 1762         | Neapel, Teatro dei Fiorentini         |
| Tito Manlio                                                 | opera seria         | 3 akter        | Gaetano Roccaforte                                                          | 8 Januar 1763       | Rom, Teatro Argentina                 |
| La francese brillante                                       | commedia per musica | 3 akter        | Pasquale Mililotti                                                          | sommer 1763         | Neapel, Teatro dei Fiorentini         |
| Lo sposo di tre e marito di nessuna (with Pasquale Anfossi) | commedia per musica | 3 akter        | Antonio Palomba                                                             | efterår 1763        | Neapel, Teatro Nuovo                  |
| L'Olimpiade                                                 | opera seria         | 3 akter        | Metastasio                                                                  | 4 November 1763     | Neapel, Teatro di San Carlo           |
| Le contadine bizzarre                                       | farsetta            |                |                                                                             | 1763                | Rom, Capranica                        |
| Siroe re di Persia                                          | opera seria         | 3 akter        | Metastasio                                                                  | 5 September 1764    | Firenze, Teatro della Pergola         |
| Li rivali placati                                           | dramma giocoso      | 3 akter        | Gaetano Martinelli                                                          | efterår 1764        | Venedig, Teatro San Moisè             |
| Farnace                                                     | opera seria         |                | Antonio Maria Lucchini                                                      | 4 Februar 1765      | Rom, Teatro Argentina                 |
| Tamerlano                                                   | opera seria         | 3 akter        | Agostino Piovene                                                            | Ascension 1765      | Venedig, San Salvatore                |
| L'impresa d'opera                                           | dramma giocoso      | 3 akter        | Bartolomeo Cavalieri                                                        | efterår 1765        | Milano, Regio Ducal                   |
| Il ratto della sposa                                        | dramma giocoso      | 3 akter        | Gaetano Martinelli                                                          | efterår 1765        | Venedig, Teatro San Moisè             |
| Adriano in Siria                                            | opera seria         | 3 akter        | Metastasio                                                                  | 26 December 1765    | Venedig, Teatro San Benedetto         |
| Lo spirito di contradizione                                 | dramma giocoso      | 3 akter        | Gaetano Martinelli                                                          | karnival 1766       | Venedig, Teatro San Moisè             |
| Sesostri                                                    | opera seria         | 3 akter        | Pietro Pariati                                                              | 7 Maj 1766          | Venedig, San Salvatore                |
| Demofoonte                                                  | opera seria         | 3 akter        | Metastasio                                                                  | 8 Oktober 1766      | Treviso, Onigo                        |
| La sposa fedele                                             | dramma giocoso      | 3 akter        | Pietro Chiari                                                               | 26 December 1766    | Venedig, Teatro San Moisè             |
| Antigono                                                    | opera seria         | 3 akter        | Metastasio                                                                  | Januar 1767         | Milano, Regio Ducal                   |
| Il re pastore                                               | opera seria         | 3 akter        | Metastasio                                                                  | Ascension 1767      | Venedig, Teatro San Benedetto         |
| Ifigenia in Aulide                                          | opera seria         |                | Giovan Gualberto Bottarelli                                                 | 16 Januar 1768      | London, King's Theatre                |
| I viaggiatori ridicoli tornati in Italia                    | dramma giocoso      |                | Giovan Gualberto Bottarelli, efter Carlo Goldoni                            | 24 Maj 1768         | London, King's Theatre                |
| Alceste                                                     | opera seria         | 3 akter        | Ranieri de' Calzabigi, revised by Giuseppe Parini                           | 26 December 1768    | Milano, Regio Ducal                   |
| Ruggiero                                                    | opera seria         | 5 akter        | Caterino Mazzolà, efter Ludovico Ariosto                                    | 3 May 1769          | Venedig, San Salvatore                |
| Ezio                                                        | opera seria         | 3 akter        | Metastasio                                                                  | 13 Januar 1770      | London, King's Theatre                |
| Il disertore                                                | dramma giocoso      | 3 akter        | Carlo Francesco Badini, efter Michel-Jean Sedaine                           | 19 Maj 1770         | London, King's Theatre                |
| L'amante che spende                                         | dramma giocoso      |                | Niccolò Tassi                                                               | efterår 1770        | Venedig, Teatro San Moisè             |
| Le pazzie di Orlando                                        | dramma giocoso      | 3 akter        | Carlo Francesco Badini, efter Ludovico Ariosto                              | 23 Februar 1771     | London, King's Theatre                |
| Il carnevale di Venice, o sia La virtuosa                   | dramma giocoso      |                | Carlo Francesco Badini                                                      | 14 Januar 1772      | London, King's Theatre                |
| L'assemblea                                                 | dramma giocoso      | 2 akter        | Giovanni Gualberto Bottarelli, baseret på La conversazione af Carlo Goldoni | 24 Marts 1772       | London, King's Theatre                |
| Demetrio                                                    | opera seria         | 3 akter        | Giovanni Gualberto Bottarelli, efter Metastasio                             | 3 Juni 1772         | London, King's Theatre                |
| Mirandolina                                                 | dramma giocoso      | 3 akter        | Giovanni Bertati                                                            | karnival 1773       | Venedig, Teatro San Moisè             |
| La contadina superba, ovver Il giocatore burlato            | intermezzo          |                |                                                                             | karnival 1774       | Rom, Valle                            |
| Tamas Kouli-Kan nell'Indie                                  | opera seria         | 3 akter        | Vittorio Amedeo Cigna-Santi                                                 | 16 September 1774   | Firenze, Teatro della Pergola         |
| Gl'intrighi di Don Facilone                                 | intermezzo          | 2 akter        |                                                                             | karnival 1775       | Rom, Valle                            |
| Merope                                                      | opera seria         | 3 akter        | Apostolo Zeno                                                               | karnival 1775       | Torino, Regio                         |
| Vologeso                                                    | opera seria         | 3 akter        | Apostolo Zeno                                                               | 26 December 1775    | Milano, Regio Ducal                   |
| La Semiramide riconosciuta                                  | opera seria         | 3 akter        | Metastasio                                                                  | 12 August 1776      | Neapel, Teatro di San Carlo           |
| Il matrimonio in contrasto                                  | commedia per musica | 3 akter        | Giuseppe Palomba                                                            | sommer 1776         | Neapel, Teatro dei Fiorentini         |
| Artaserse                                                   | opera seria         | 3 akter        | Metastasio                                                                  | 19 Januar 1777      | Rom, Argentina                        |
| Ricimero                                                    | opera seria         |                | baseret på Francesco Silvani's La fede tradita e vendicata'                 | 30 Maj 1777         | Neapel, Teatro di San Carlo           |
| I fuorusciti                                                | commedia per musica |                | Giuseppe Palomba                                                            | vinter 1777         | Neapel, Teatro dei Fiorentini         |
| Il raggiratore di poca fortuna                              | dramma giocoso      |                | Giuseppe Palomba                                                            | 1 August 1779       | Neapel, Teatro dei Fiorentini         |
| La villanella ingentilita                                   | commedia per musica | 3 akter        | Francesco Saverio Zini                                                      | 8 November 1779     | Neapel, Teatro dei Fiorentini         |
| Narcisso                                                    | intermezzo          |                | Giuseppe Palomba                                                            | 19 December 1779    | Neapel, Accademia di Dame e Cavalieri |
| La dama avventuriera                                        | commedia per musica | 3 akter        | Giuseppe Palomba                                                            | forår 1780          | Neapel, Teatro dei Fiorentini         |
| La serva padrona                                            | dramma giocoso      |                | Gennaro Antonio Federico                                                    | efterår 1780        | Neapel, Teatro dei Fiorentini         |
| Le nozze in commedia                                        | dramma giocoso      | 3 akter        | Giuseppe Palomba                                                            | Januar 1781         | Neapel, Teatro dei Fiorentini         |
| Diana amante                                                | serenata            |                | Luigi Serio, baseret på Metastasio's Endimione                              | 28 September 1781   | Neapel, Accademia di Dame e Cavalieri |
| I Mietitori                                                 | commedia per musica | 3 akter        | Francesco Saverio Zini                                                      | 20 Oktober 1781     | Neapel, Teatro dei Fiorentini         |
| La semplice ad arte                                         | commedia per musica | 2 akter        | Giuseppe Palomba                                                            | 12 Maj 1782         | Neapel, Teatro dei Fiorentini         |
| La Quakera spiritosa                                        | commedia per musica | 2 akter        | Giuseppe Palomba                                                            | sommer 1783         | Neapel, Teatro dei Fiorentini         |
| La donna amante di tutti, e fedele a nessuno                | commedia per musica | 3 akter        | Giuseppe Palomba                                                            | autumn 1783         | Neapel, Teatro del Fondo              |
| Le vicende d'amore                                          | intermezzo          | 2 akter        | Giovanni Battista Neri                                                      | karnival 1784       | Rom, Valle                            |
| I finti amori                                               | commedia per musica |                |                                                                             | sommer 1784         | Neapel, Teatro dei Fiorentini         |
| La finta zingara                                            | farsa               | 1 akt          | Giovanni Battista Lorenzi                                                   | 10 Januar 1785      | Neapel, Teatro dei Fiorentini         |
| Le sventure fortunate                                       | farsa               |                | Giovanni Battista Lorenzi                                                   | 10 Januar 1785      | Neapel, Teatro dei Fiorentini         |
| La virtuosa in Mergellina                                   | dramma giocoso      | 3 acts         | Francesco Saverio Zini                                                      | sommer 1785         | Neapel, Teatro Nuovo                  |
| Enea e Lavinia                                              | opera seria         | 3 akter        | Giuseppe Sertor                                                             | 4 November 1785     | Neapel, Teatro di San Carlo           |
| L'inganno amoroso                                           | commedia per musica | 3 akter        | Giuseppe Palomba                                                            | 12 Juni 1786        | Neapel, Teatro Nuovo                  |
| Le astuzie villane                                          | commedia per musica | 3 akter        | Giuseppe Palomba                                                            | sommer 1786         | Neapel, Teatro dei Fiorentini         |
| Lo scoprimento inaspettato                                  | dramma giocoso      | 3 akter        | Vincenzo de Stefano                                                         | karnival 1787       | Neapel, Teatro Nuovo                  |
| Laconte                                                     | opera seria         |                | Giuseppe Pagliuca                                                           | 30 Maj 1787         | Neapel, Teatro di San Carlo           |
| La pastorella nobile                                        | commedia per musica | 2 akter        | Francesco Saverio Zini                                                      | 15 or 19 April 1788 | Neapel, Teatro del Fondo              |
| Arsace                                                      | opera seria         | 3 akter        | Il Medonte re d'Epiro af Giovanni de Gamerra                                | 26 December 1788    | Venedig, Teatro San Benedetto         |
| Rinaldo                                                     | opera seria         | 2 akter        | Giuseppe Maria Foppa, efter Torquato Tasso                                  | 28 Januar 1789      | Venedig, Teatro San Benedetto         |
| Ademira                                                     | opera seria         | 3 akter        | Ferdinando Moretti                                                          | 30 Maj 1789         | Neapel, Teatro di San Carlo           |
| Gl'inganni delusi                                           | commedia per musica | 2 akter        | Giuseppe Palomba                                                            | 13 Juni 1789        | Neapel, Teatro del Fondo              |
| La bella pescatrice                                         | commedia per musica | 2 akter        | Francesco Saverio Zini                                                      | Oktober 1789        | Neapel, Teatro Nuovo                  |
| Alessandro nell'Indie                                       | opera seria         | 3 akter        | Metastasio                                                                  | 4 November 1789     | Neapel, Teatro di San Carlo           |
| La serva innamorata                                         | dramma giocoso      | 2 akter        | Giuseppe Palomba                                                            | Juli 1790           | Neapel, Teatro dei Fiorentini         |
| L'azzardo                                                   | commedia per musica | 2 akter        |                                                                             | 9 Oktober 1790      | Neapel, Teatro del Fondo              |
| Le false apparenze                                          | commedia per musica |                | Giuseppe Palomba                                                            | forår 1791          | Neapel, Teatro dei Fiorentini         |
| La sposa contrastata                                        | commedia per musica | 2 akter        | Francesco Saverio Zini                                                      | efterår 1791        | Neapel, Teatro del Fondo              |
| Il poeta di campagna                                        | commedia per musica | 2 akter        | Francesco Saverio Zini                                                      | forår 1792          | Neapel, Teatro Nuovo                  |
| Amor tra le vendemmie                                       | commedia per musica | 2 akter        | Giuseppe Palomba                                                            | efterår 1792        | Neapel, Teatro Nuovo                  |
| La lanterna di Diogene                                      | dramma giocoso      | 2 akter        | Angelo Anelli, efter Giuseppe Palomba                                       | efterår 1793        | Venedig, San Samuele                  |
| Gli amanti della dote                                       | farsa               | 1 akt          | Francesco Saverio Zini L'ultima che si perde è la speranza                  | karnival 1794       | Lissabon, San Carlos                  |
| Admeto                                                      | opera seria         |                | Giuseppe Palomba                                                            | 5 Oktober 1794      | Neapel, Teatro del Fondo              |
| La pupilla scaltra                                          | dramma giocoso      | 2 akter        | Giuseppe Palomba                                                            | 8 January 1795      | Venedig, Teatro San Benedetto         |
| Il trionfo di Camilla                                       | opera seria         | 2 akter        | efter Silvio Stampiglia                                                     | 30 Maj 1795         | Neapel, Teatro di San Carlo           |
| La Griselda                                                 | opera seria         |                | Gaetano Sertor                                                              | 1796                | Firenze                               |
| La morte di Cleopatra                                       | opera seria         | 2 akter        | Antonio Simone Sografi                                                      | 22 Juni 1796        | Neapel, Teatro di San Carlo           |
| L'amore in villa                                            | dramma giocoso      | 2 akter        | Giuseppe Petrosellini                                                       | 1797                | Rom, Casa di Sforza Cesarini          |
| Ippolito                                                    | opera seria         |                | Giuseppe Petrosellini                                                       | 4 November 1798     | Neapel, Teatro di San Carlo           |
| Siface e Sofonisba                                          | opera seria         | 2 akter        | Andrea Leone Tottola                                                        | 30 Maj 1802         | Neapel, Teatro di San Carlo           |

## Oratorier, cantataer, serenataer
- La madre de' Maccabei (componimento sacro, libretto by Giuseppe Barbieri, 1764, Rome)
- Componimento drammatico per le faustissime nozze de S.E. il cavaliere Luigi Mocenigo colla N.D. Francesca Grimani (libretto by A. M. Borga, 1766, Venice)
- Telemaco (componimento drammatico, libretto by Giuseppe Petrosellini, 1775, Rome)
- Cantata per il genetliaco della sovrana e l'inaugurazione delle adunanze di una nuova Società Filarmonica (libretto by G. Jacopetti, 1776, Massa)
- Diana amante (serenata, libretto by Luca Serio, basato su Endimiione di Pietro Metastasio, 1781, Naples)
- La felicità dell'Anfriso (componimento drammatico, libretto by Giuseppe Pagliuca, 1783, Naples)
- Pallade (cantata, libretto by Carlo Giuseppe Lanfranchi-Rossi, 1786, Naples)
- Debora e Sisara (azione sacra, libretto by Carlo Sernicola, 1788, Naples)
- La Passione di Gesù Cristo (oratorio, 1790, Madrid)
- Aminta (favola boscheraccia, libretto by C. Filomarino, 1790, Naples)
- Il serraglio (cantata, libretto by A. L. Palli, 1790)
- La morte di Oloferne (tragedia sacra, based on La Betulia liberata by Pietro Metastasio, 1791, Rome)
- Gionata Maccabeo (oratorio, 1798, Naples)
- Il paradiso perduto, cioè Adamo ed Eva per il loro noto peccato discacciati dal paradiso terrestre (azione sacra, libretto by Rasi, 1802, Rome)
- Cantata sagra (libretto by A. Grandi, 1802, Rome)
- L'Asmida (cantata)
- L'amore occulto (cantata)
- La morte di Abele (oratorio)
- Le lagrime di San Pietro (oratorio)